# Thorpe on the Hill, West Yorkshire
Thorpe on the Hill är en ort i distriktet Leeds, i grevskapet West Yorkshire, i England. Orten hade 1 232 invånare år 2021. Thorpe var en civil parish från 1866 till 1937 då den blev en del av Lofthouse. Denna civil parish hade 993 invånare år 1931. Byn nämndes i Domedagsboken (Domesday Book) år 1086, och kallades då Torp.